# Zach Roerig
Zachary George Roerig (Montpelier, 22 febbraio 1985) è un attore statunitense.

## Biografia
Zach Roerig è nato a Montpelier, Ohio da Andrea e Daniel Roerig, ha una sorella minore, Emily, nata nel 1989. Si è diplomato alla Montpelier High School e in quel periodo giocava a football e praticava wrestling. Roerig ha lavorato per il padre e il nonno nell'azienda Fackler Monuments adibita alla creazione di lapidi.
È conosciuto per il ruolo di Matt Donovan nella serie televisiva The Vampire Diaries.

## Vita privata
Zach Roerig ha una figlia nata nel gennaio 2011. Nel 2013 Roerig ha ottenuto la custodia esclusiva di sua figlia, dopo che la madre della bambina, Alanna Turner, è stata incarcerata in una prigione federale. Dal 2011 al 2012 ha avuto una relazione con la collega Candice Accola. Nel 2016 ha avuto una relazione con Nathalie Kelley, incontrata sul set di The Vampire Diaries. In seguito, i due si sono lasciati.

## Filmografia

### Cinema
- Flutter Kick, regia di Gil Kruger - cortometraggio (2005)
- Tie a Yellow Ribbon, regia di Joy Dietrich (2007)
- Dear Me, regia di Michael Feifer (2008)
- The Assassination - Al centro del complotto (Assassination of a High School President), regia di Brett Simon (2008)
- Official Selection, regia di Brian Crano - cortometraggio (2008)
- Field of Lost Shoes, regia di Sean McNamara (2014)
- The Ring 3 (Rings), regia di F. Javier Gutiérrez (2017)
- Era mio figlio (The Last Full Measure), regia di Todd Robinson (2020)

### Televisione
- Law & Order - I due volti della giustizia (Law & Order) – serie TV, episodio 15x09 (2004)
- Reba – serie TV, episodio 5x21 (2006)
- Split Decision, regia di Simon West - film TV (2006)
- Sentieri (The Guiding Light) – serie TV, episodio 1x15105 (2007)
- Così gira il mondo (As the World Turns) – serie TV (2005-2007)
- Una vita da vivere (One Life to Live) – serie TV, 13 episodi (2007)
- Friday Night Lights – serie TV, 6 episodi (2008-2009)
- The Vampire Diaries – serie TV, 171 episodi (2009-2017) - Matt Donovan/Gregor
- The Originals - serie TV, episodio 3x17 (2016)
- The Gifted - serie TV, 2 episodi (2017)
- Legacies - serie TV, 2 episodi (2018)
- God Friended Me - serie TV, 1x15 (2019)
- Prova a sfidarmi (Dare Me) - serie TV, 10 episodi (2019-2020)

## Doppiatori italiani
Nelle versioni in italiano dei suoi film, Zach Roerig è stato doppiato da:
- Edoardo Stoppacciaro in The Vampire Diaries, The Originals, The Ring 3, Legacies
- Francesco Pezzulli in Prova a sfidarmi
- Stefano Sperduti in Era mio figlio